# Gaetano Bresci
Gaetano Bresci (italienskt uttal: [ɡaeˈtano ˈbreʃʃi]), född 10 november 1869 i Prato, Toscana, Italien, död 22 maj 1901 i Latina, Lazio, var en italiensk anarkist som mördade kung Umberto I av Italien. Bresci var den första europeiske kungamördare som gripits men inte avrättats, eftersom dödsstraffet i Italien hade avskaffats redan 1889.

## Biografi
Bresci emigrerade från Italien till USA, där han skaffade sig försörjning som vävare i Paterson, New Jersey, som hade en stor italiensk-amerikansk koloni. Han blev involverad i och senare en ledande medlem av en italiensk politisk grupp som kallades "Gruppo diritti alla esistenza". Han var en av grundarna av La questione Sociale, en italienskspråkig, anarkistisk tidning utgiven i Paterson. 
Enligt Emma Goldman var han en skicklig vävare och ansedd av sin arbetsgivare som en hårt arbetande man. Sina lediga kvällar och söndagar brukade han tillbringa vid La questione Sociale för att hjälpa till med kontorsarbete och propaganda. Han var respekterad för sin hängivenhet av alla medlemmar i hans grupp. 
År 1898 ledde de höga brödpriserna till demonstrationer över hela Italien. I Milano marscherade en obeväpnad skara demonstranter mot slottet, som var omgivet av en stor militär styrka under befäl av General Fiorenzo Bava-Beccaris. Folket ignorerade hans order om att skingra sig, varför han gav signal om eld med musköter och kanoner, vilket resulterar i en massaker på demonstranterna och mer än 90 personer dödades.

## Mordet på Umberto I
Kung Umberto dekorerade senare Bava-Beccaris som belöning för hans "modiga försvar av det kungliga huset", och som ett resultat av detta beslöt Bresci att döda kungen. Han reste till Italien och i Monza, där kungen avlade ett besök den 29 juli 1900, sköt han honom fyra gånger med en revolver. Ett monument, Cappella Espiatoria, har rests på platsen där kungen mördades.
Bresci greps och ställdes inför rätta, där han försvarades av den anarkistiske advokaten Francesco Saverio Merlino. Det fanns inget dödsstraff i Italien vid den tiden, och han dömdes i Milano den 29 augusti 1900 till livstids straffarbete på ön Santo Stefano nära Ventotene, dit många andra anarkister också hade sänts under årens lopp. Mindre än ett år senare, den 22 maj 1901, hittades han död i fängelset. Det är oklart om han begått självmord, som officiellt tillkännagivits, eller om han mördades av sina vakter.

## Uppmärksamhet
- I staden Carrara står ett marmormonument över Bresci.[5][6]
- Staden Prato uppkallade 1976 en gata efter Bresci.